# Салтыковский сельсовет (Пензенская область)
Салтыковский сельсовет — сельское поселение в Земетчинском районе Пензенской области Российской Федерации.
Административный центр — село Салтыково.

## История
Статус и границы сельского поселения установлены Законом Пензенской области от 2 ноября 2004 года № 690-ЗПО «О границах муниципальных образований Пензенской области».
15 сентября 2010 года Законом Пензенской области № 1946-ЗПО в состав сельсовета включены населённые пункты упразднённого Отормского сельсовета. 

## Население
| 2002  | 2010  | 2012  | 2013  | 2014  | 2015  | 2016  |
| ----- | ----- | ----- | ----- | ----- | ----- | ----- |
| 1071  | ↘830  | ↗1303 | ↘1281 | ↘1239 | ↘1204 | ↘1165 |
| 2017  | 2018  | 2021  |       |       |       |       |
| ↘1134 | ↘1105 | ↘976  |       |       |       |       |

## Состав сельского поселения
| № | Населённый пункт | Тип населённого пункта       | Население |
| - | ---------------- | ---------------------------- | --------- |
| 1 | Заводской        | посёлок                      | 2         |
| 2 | Колударово       | село                         | ↘84       |
| 3 | Новая Стефия     | посёлок                      | 5         |
| 4 | Ольховка         | деревня                      | 8         |
| 5 | Оторма           | село                         | ↘443      |
| 6 | Салтыково        | село, административный центр | ↘812      |
| 7 | Сычевка          | деревня                      | 16        |